# Villainville
Villainville est une commune française située dans le département de la Seine-Maritime, en région Normandie.

## Géographie

### Localisation

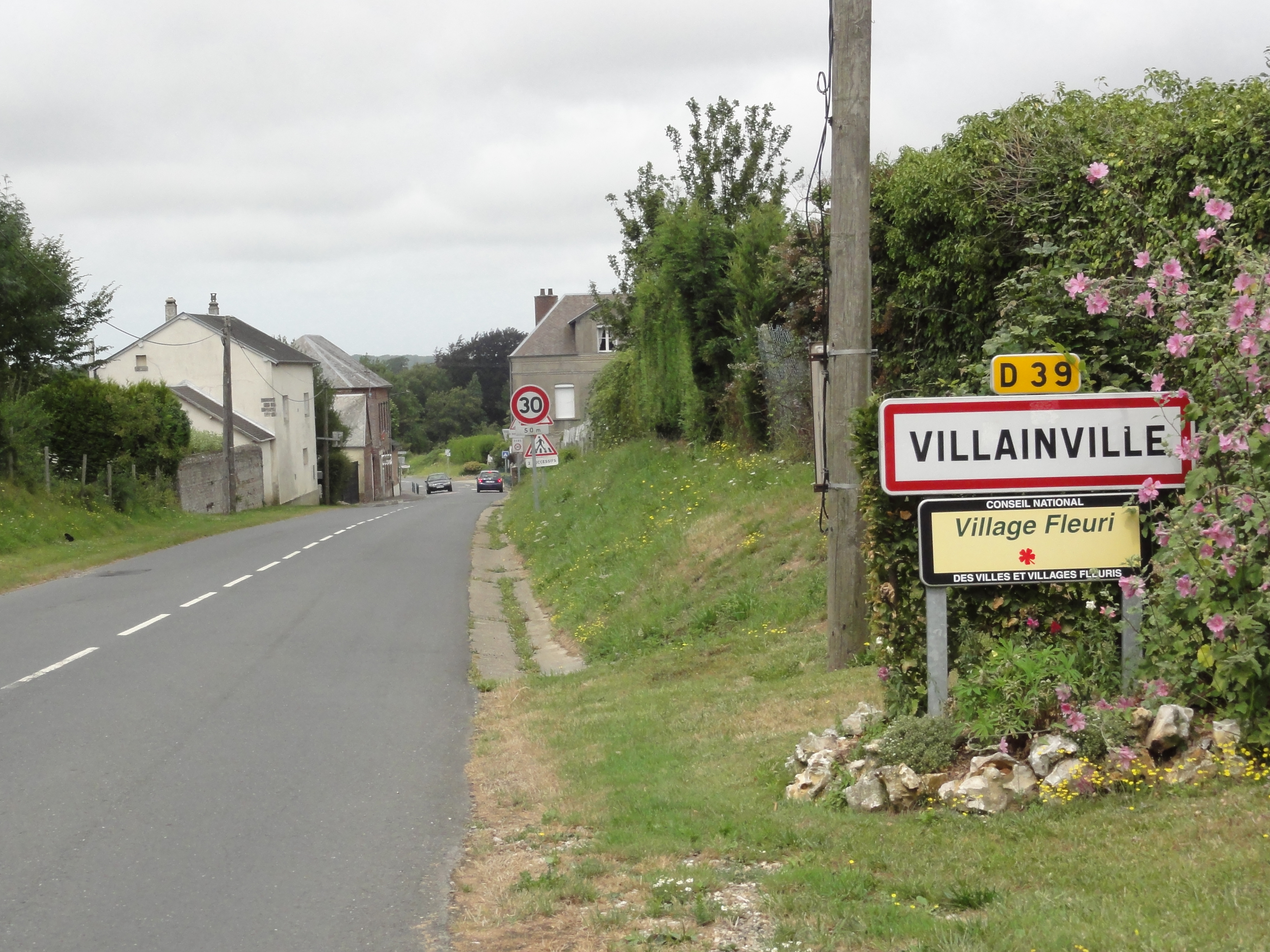
Entrée de Villainville.

Commune du pays de Caux, située sur la façade maritime du bassin versant de la Seine.

### Communes limitrophes
Les communes limitrophes sont Anglesqueville-l'Esneval, Beaurepaire, Bordeaux-Saint-Clair, Criquetot-l'Esneval, Cuverville, Gonneville-la-Mallet et Pierrefiques.

### Hydrographie
La commune est située dans le bassin Seine-Normandie. Elle n'est drainée par aucun cours d'eau,.

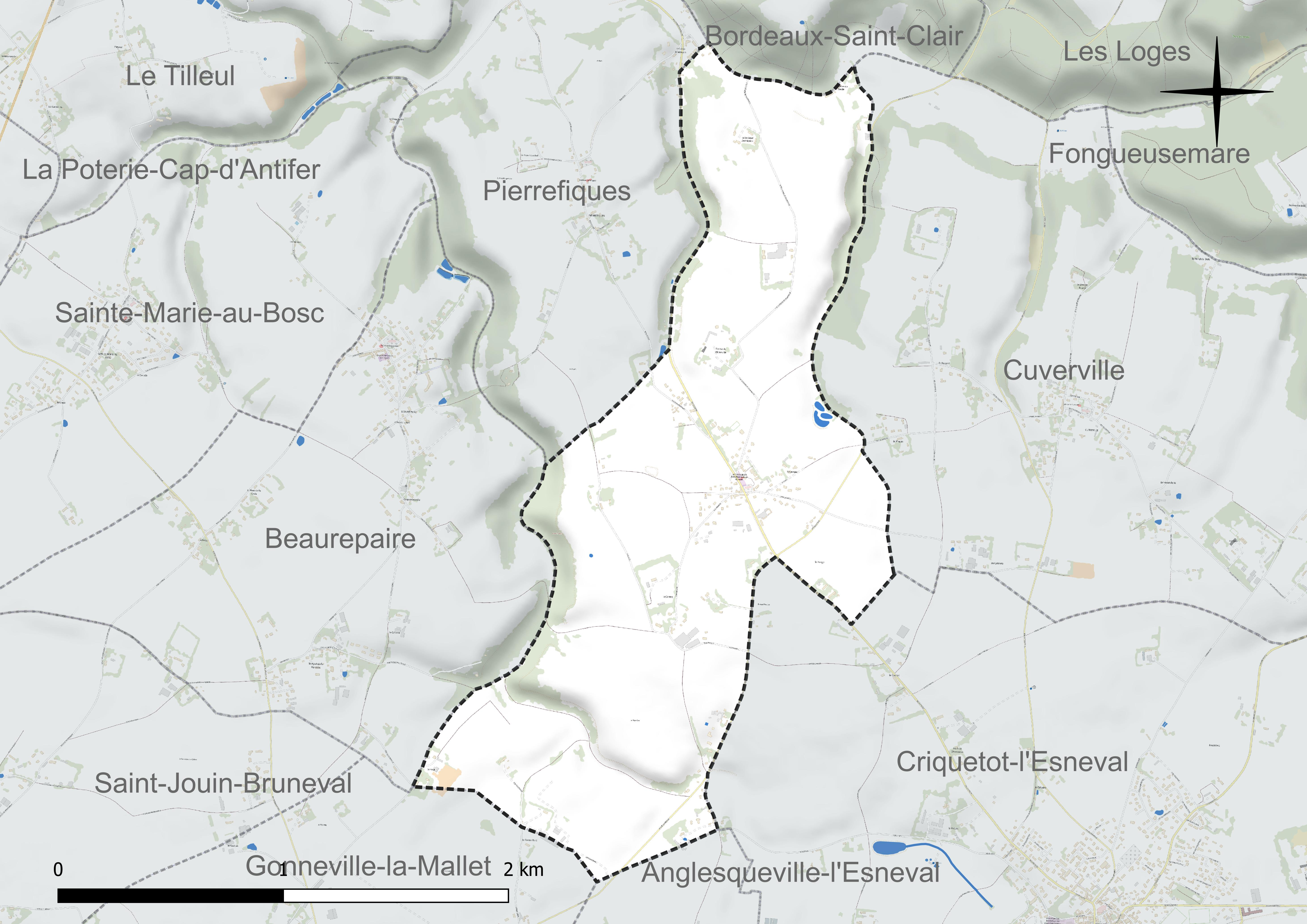
Réseau hydrographique de Villainville.

### Climat
Pour des articles plus généraux, voir Climat de la Normandie et Climat de la Seine-Maritime.
En 2010, le climat de la commune est de type climat océanique franc, selon une étude du CNRS s'appuyant sur une série de données couvrant la période 1971-2000. En 2020, Météo-France publie une typologie des climats de la France métropolitaine dans laquelle la commune est exposée à un climat océanique et est dans la région climatique Côtes de la Manche orientale, caractérisée par un faible ensoleillement (1 550 h/an) ; forte humidité de l’air (plus de 20 h/jour avec humidité relative > 80 % en hiver), vents forts fréquents. Parallèlement le GIEC normand, un groupe régional d’experts sur le climat, différencie quant à lui, dans une étude de 2020, trois grands types de climats pour la région Normandie, nuancés à une échelle plus fine par les facteurs géographiques locaux. La commune est, selon ce zonage, exposée à un « climat maritime », correspondant au Pays de Caux, frais, humide et pluvieux, légèrement plus frais que dans le Cotentin.
Pour la période 1971-2000, la température annuelle moyenne est de 10,3 °C, avec une amplitude thermique annuelle de 12,8 °C. Le cumul annuel moyen de précipitations est de 963 mm, avec 13 jours de précipitations en janvier et 8,6 jours en juillet. Pour la période 1991-2020, la température moyenne annuelle observée sur la station météorologique la plus proche, située sur la commune de Octeville-sur-Mer à 15 km à vol d'oiseau, est de 11,5 °C et le cumul annuel moyen de précipitations est de 790,7 mm,. Pour l'avenir, les paramètres climatiques de la commune estimés pour 2050 selon différents scénarios d'émission de gaz à effet de serre sont consultables sur un site dédié publié par Météo-France en novembre 2022.

## Urbanisme

### Typologie
Au 1er janvier 2024, Villainville est catégorisée commune rurale à habitat dispersé, selon la nouvelle grille communale de densité à sept niveaux définie par l'Insee en 2022.
Elle est située hors unité urbaine. Par ailleurs la commune fait partie de l'aire d'attraction du Havre, dont elle est une commune de la couronne,. Cette aire, qui regroupe 116 communes, est catégorisée dans les aires de 200 000 à moins de 700 000 habitants,.

### Occupation des sols
L'occupation des sols de la commune, telle qu'elle ressort de la base de données européenne d’occupation biophysique des sols Corine Land Cover (CLC), est marquée par l'importance des territoires agricoles (91 % en 2018), une proportion identique à celle de 1990 (91 %). La répartition détaillée en 2018 est la suivante : 
terres arables (69,5 %), prairies (11,6 %), zones agricoles hétérogènes (9,9 %), forêts (9 %). L'évolution de l’occupation des sols de la commune et de ses infrastructures peut être observée sur les différentes représentations cartographiques du territoire : la carte de Cassini (XVIIIe siècle), la carte d'état-major (1820-1866) et les cartes ou photos aériennes de l'IGN pour la période actuelle (1950 à aujourd'hui).

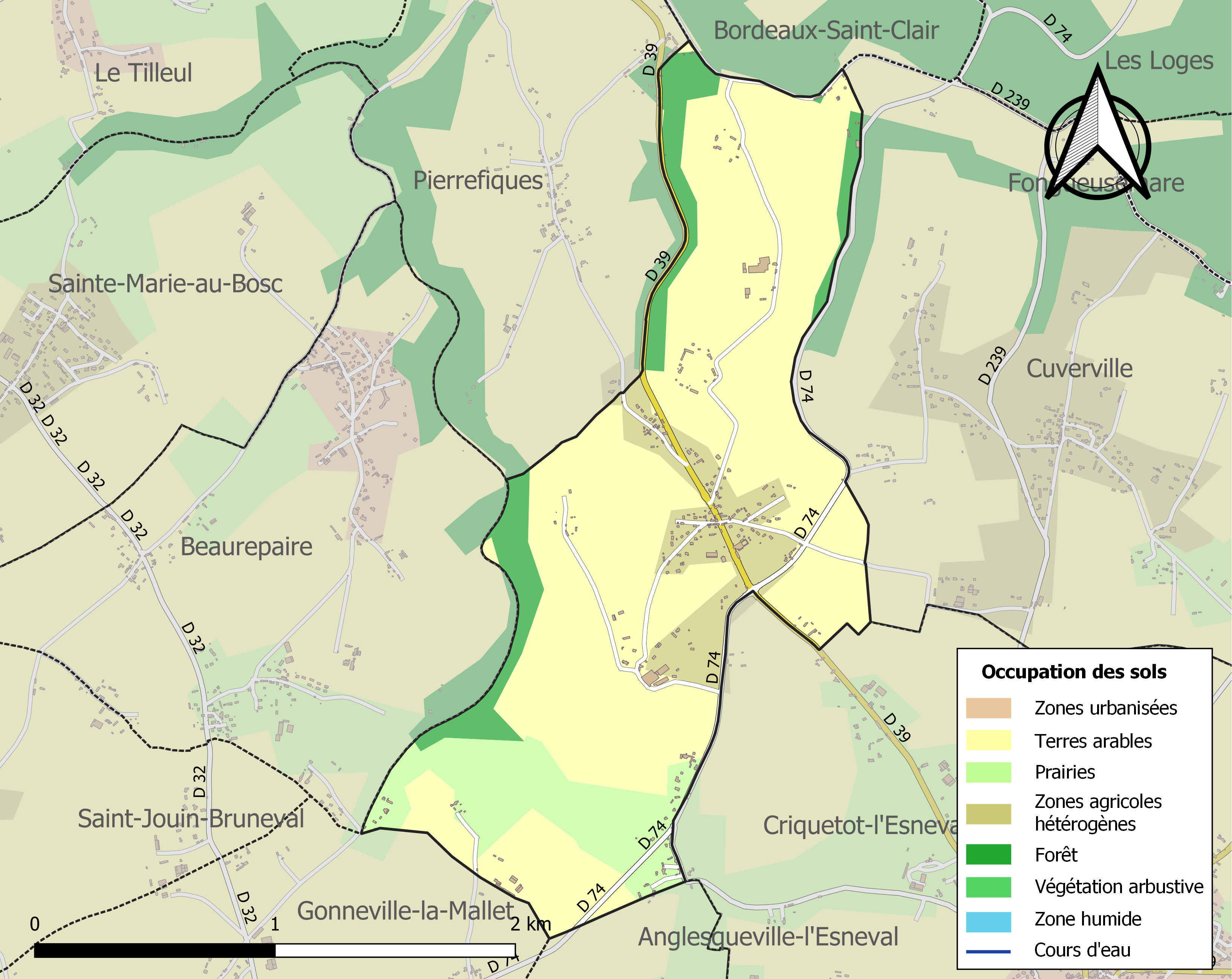
Carte des infrastructures et de l'occupation des sols de la commune en 2018 (CLC).

### Habitat et logement
En 2018, le nombre total de logements dans la commune était de 140, alors qu'il était de 138 en 2013 et de 125 en 2008.
Parmi ces logements, 80,6 % étaient des résidences principales, 13,7 % des résidences secondaires et 5,7 % des logements vacants. Ces logements étaient pour 100 % d'entre eux des maisons individuelles et pour 0 % des appartements.
Le tableau ci-dessous présente la typologie des logements à Villainville en 2018 en comparaison avec celle de la Seine-Maritime et de la France entière. Une caractéristique marquante du parc de logements est ainsi une proportion de résidences secondaires et logements occasionnels (13,7 %) supérieure à celle du département (3,9 %) et à celle de la France entière (9,7 %). Concernant le statut d'occupation de ces logements, 90,1 % des habitants de la commune sont propriétaires de leur logement (90,9 % en 2013), contre 53 % pour la Seine-Maritime et 57,5 % pour la France entière.
| Typologie                                               | Villainville | Seine-Maritime | France entière |
| ------------------------------------------------------- | ------------ | -------------- | -------------- |
| Résidences principales (en %)                           | 80,6         | 88             | 82,1           |
| Résidences secondaires et logements occasionnels (en %) | 13,7         | 3,9            | 9,7            |
| Logements vacants (en %)                                | 5,7          | 8,1            | 8,2            |

## Toponymie

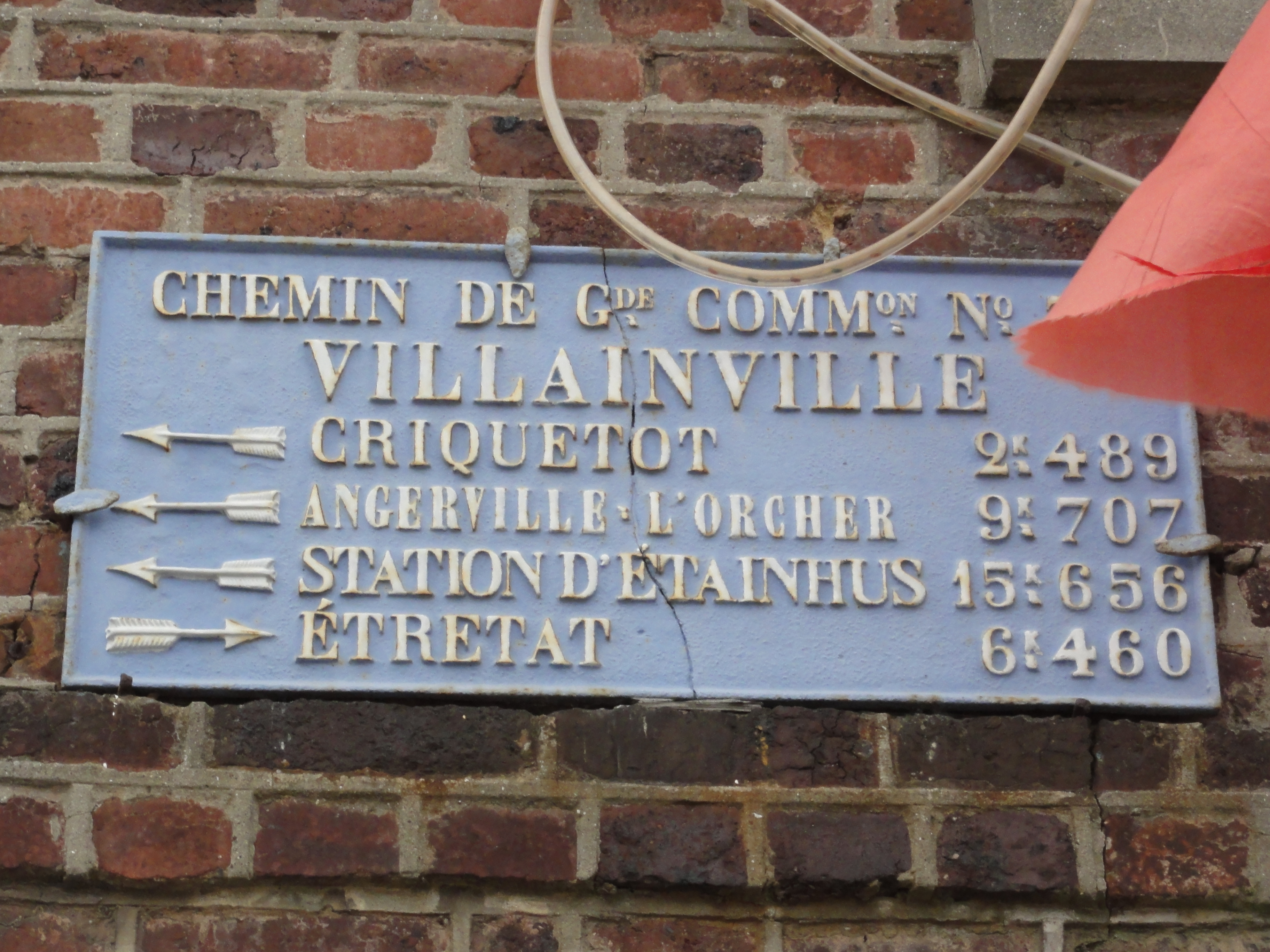
Plaque de cocher.

Le nom de la localité est attesté sous les formes ecclesiam de Vilainvilla entre 1130 et 1164 ; Apud Vileinvillam ; Villanivilla vers 1240 ; Saint Jaque de Vilainville en 1305 ; Ecclesia de Villainville en 1434 ; Villainvilla en 1337 ; Villeinville en 1398 ; Villainville en 1422, 1433 et 1471 ; Villanville en 1459 ;  Villainville en 1714 ; Villainville en 1715 (Frémont) et 1757 (Cassini).

## Politique et administration

### Rattachements administratifs et électoraux

#### Rattachements administratifs
La commune se trouve dans l'arrondissement du Havre du département de la Seine-Maritime.
Elle faisait partie depuis 1793 du canton de Criquetot-l'Esneval. Dans le cadre du redécoupage cantonal de 2014 en France, cette circonscription administrative territoriale a disparu, et le canton n'est plus qu'une circonscription électorale.

#### Rattachements électoraux
Pour les élections départementales, la commune fait partie depuis 2014 du canton de Criquetot-l'Esneval
Pour l'élection des députés, elle fait partie de la neuvième circonscription de la Seine-Maritime.

### Intercommunalité
Villainville était membre de la communauté de communes du canton de Criquetot-l'Esneval, un établissement public de coopération intercommunale (EPCI) à fiscalité propre créé en 2001 et auquel la commune avait transféré un certain nombre de ses compétences, dans les conditions déterminées par le code général des collectivités territoriales.
Dans le cadre des dispositions de la loi portant nouvelle organisation territoriale de la République du 7 août 2015, qui prévoit que les établissements publics de coopération intercommunale (EPCI) à fiscalité propre doivent avoir un minimum de 15 000 habitants, cette intercommunalité a fusionné avec ses voisines pour former, le 1er janvier 2017, la communauté urbaine dénommée  Le Havre Seine Métropole, dont est désormais membre la commune.

### Liste des maires
| Période                                  | Période                   | Identité       | Étiquette | Qualité        |
| ---------------------------------------- | ------------------------- | -------------- | --------- | -------------- |
| Les données manquantes sont à compléter. |                           |                |           |                |
|                                          | 1920                      | Gustave Robert |           |                |
| 1921                                     | 1924                      | Gustave Poupel |           |                |
|                                          |                           |                |           |                |
| juin 1995                                | mai 2023                  | Martine Viala, | DVD       | Démissionnaire |
| mai 2023                                 | En cours (au 30 mai 2023) | Karine Ramain  |           |                |

### Jumelage
La commune est jumelée avec Newchurch (île de Wight) en Angleterre.

### Enseignement

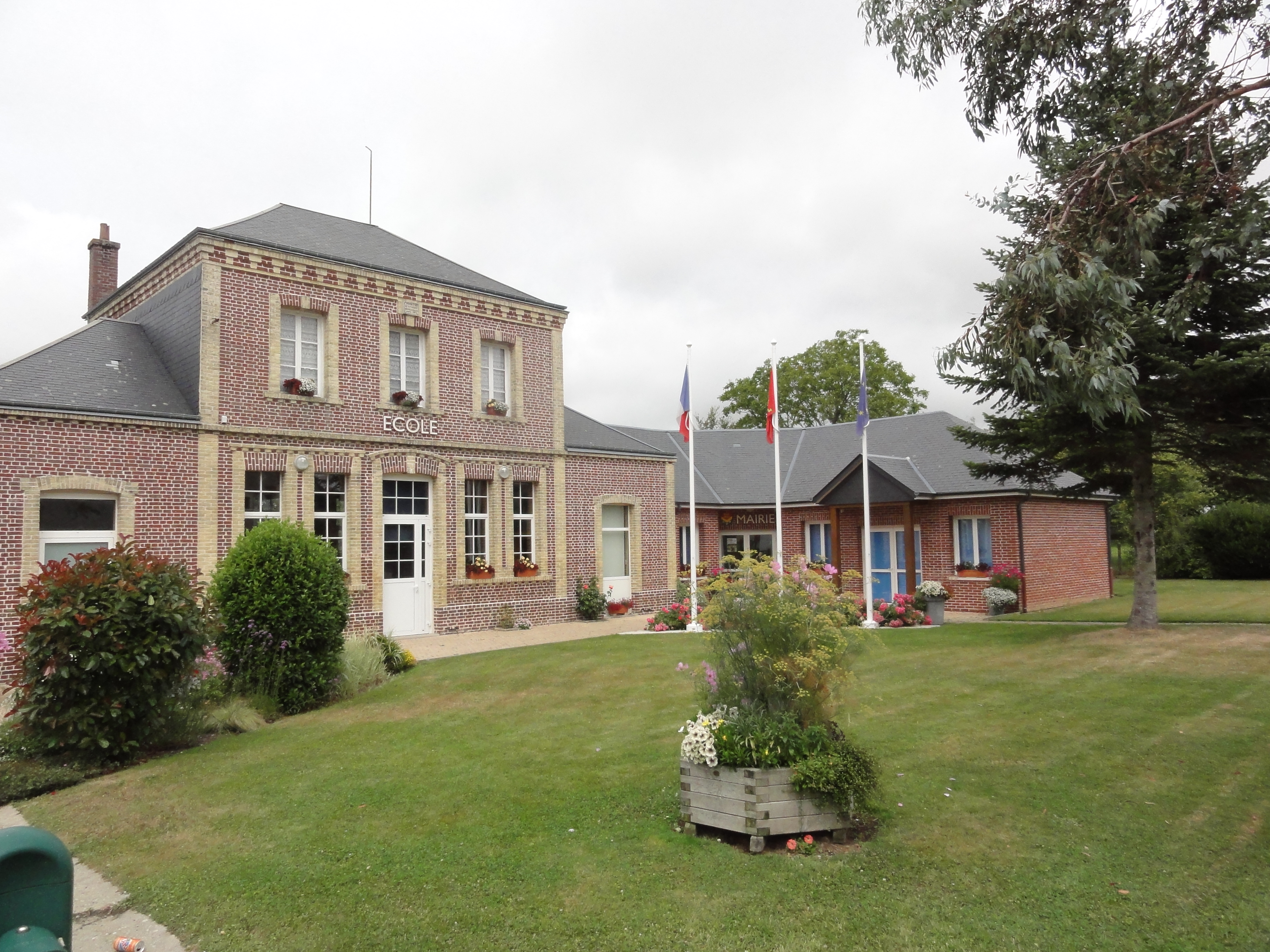
L'école avec l'ancienne mairie.

## Population et société

### Démographie
L'évolution du nombre d'habitants est connue à travers les recensements de la population effectués dans la commune depuis 1793. Pour les communes de moins de 10 000 habitants, une enquête de recensement portant sur toute la population est réalisée tous les cinq ans, les populations de référence des années intermédiaires étant quant à elles estimées par interpolation ou extrapolation. Pour la commune, le premier recensement exhaustif entrant dans le cadre du nouveau dispositif a été réalisé en 2007.

En 2022, la commune comptait 303 habitants, en évolution de −0,98 % par rapport à 2016 (Seine-Maritime : +0,35 %, France hors Mayotte : +2,11 %).
| 1793 | 1800 | 1806 | 1821 | 1831 | 1836 | 1841 | 1846 | 1851 |
| ---- | ---- | ---- | ---- | ---- | ---- | ---- | ---- | ---- |
| 343  | 361  | 289  | 305  | 311  | 260  | 255  | 251  | 235  |

| 1856 | 1861 | 1866 | 1872 | 1876 | 1881 | 1886 | 1891 | 1896 |
| ---- | ---- | ---- | ---- | ---- | ---- | ---- | ---- | ---- |
| 232  | 241  | 259  | 239  | 246  | 261  | 264  | 252  | 232  |

| 1901 | 1906 | 1911 | 1921 | 1926 | 1931 | 1936 | 1946 | 1954 |
| ---- | ---- | ---- | ---- | ---- | ---- | ---- | ---- | ---- |
| 204  | 225  | 211  | 157  | 186  | 171  | 158  | 174  | 171  |

| 1962 | 1968 | 1975 | 1982 | 1990 | 1999 | 2006 | 2007 | 2012 |
| ---- | ---- | ---- | ---- | ---- | ---- | ---- | ---- | ---- |
| 166  | 150  | 165  | 217  | 239  | 288  | 292  | 293  | 326  |

| 2017 | 2022 | - | - | - | - | - | - | - |
| ---- | ---- | - | - | - | - | - | - | - |
| 294  | 303  | - | - | - | - | - | - | - |

## Culture locale et patrimoine

### Lieux et monuments
- Le manoir de Villainville fut donné par Richard II aux moines de Fécamp en 1027.
- l'église Saint-Jacques. Ces mêmes moines édifièrent, au  début du XIe siècle, l'église Saint-Jacques dont ne subsiste de cette époque que le portail roman.
- Le monument aux morts et des tombes de guerre au cimetière.

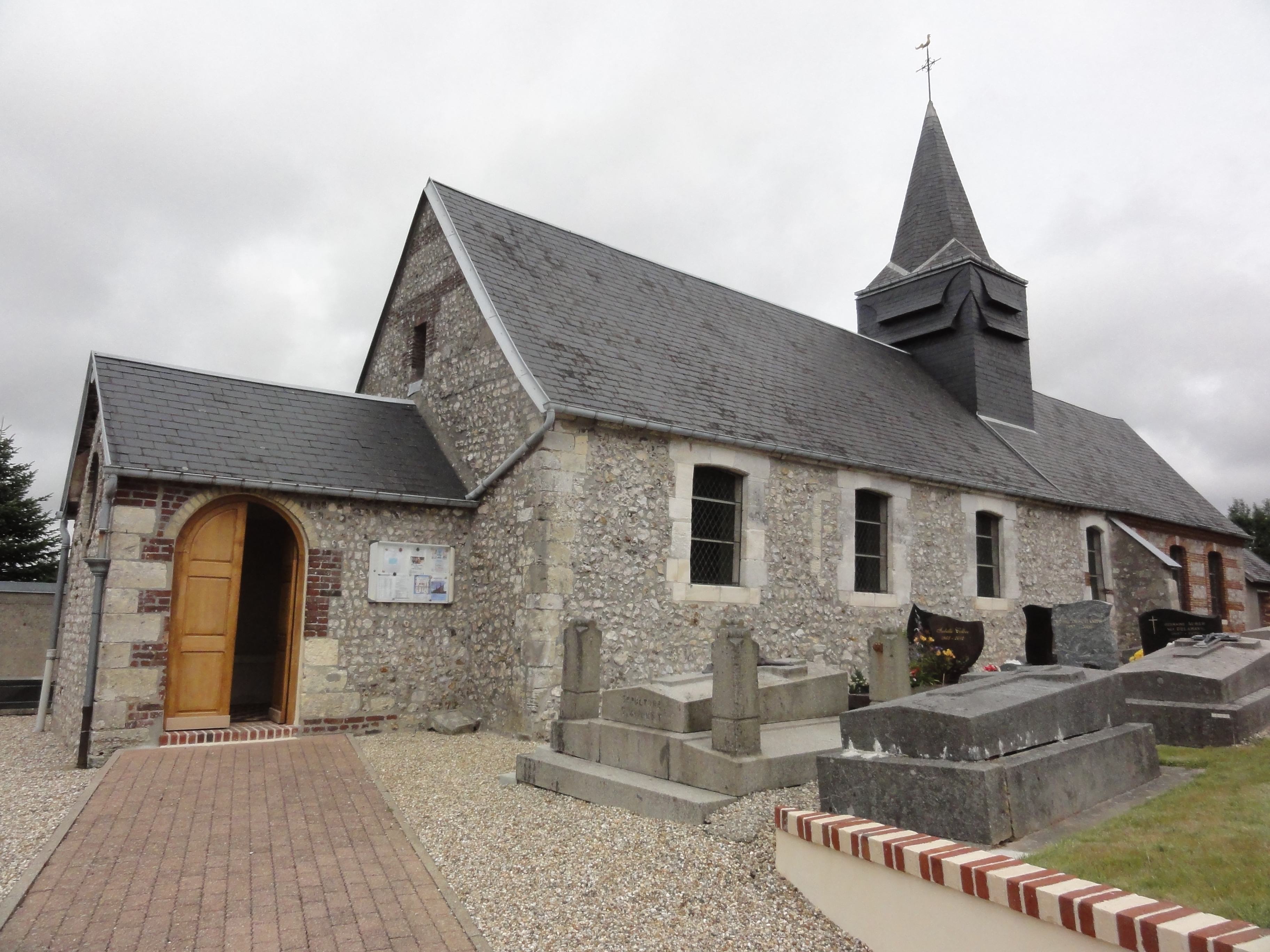
Église Saint-Jacques, extérieur.
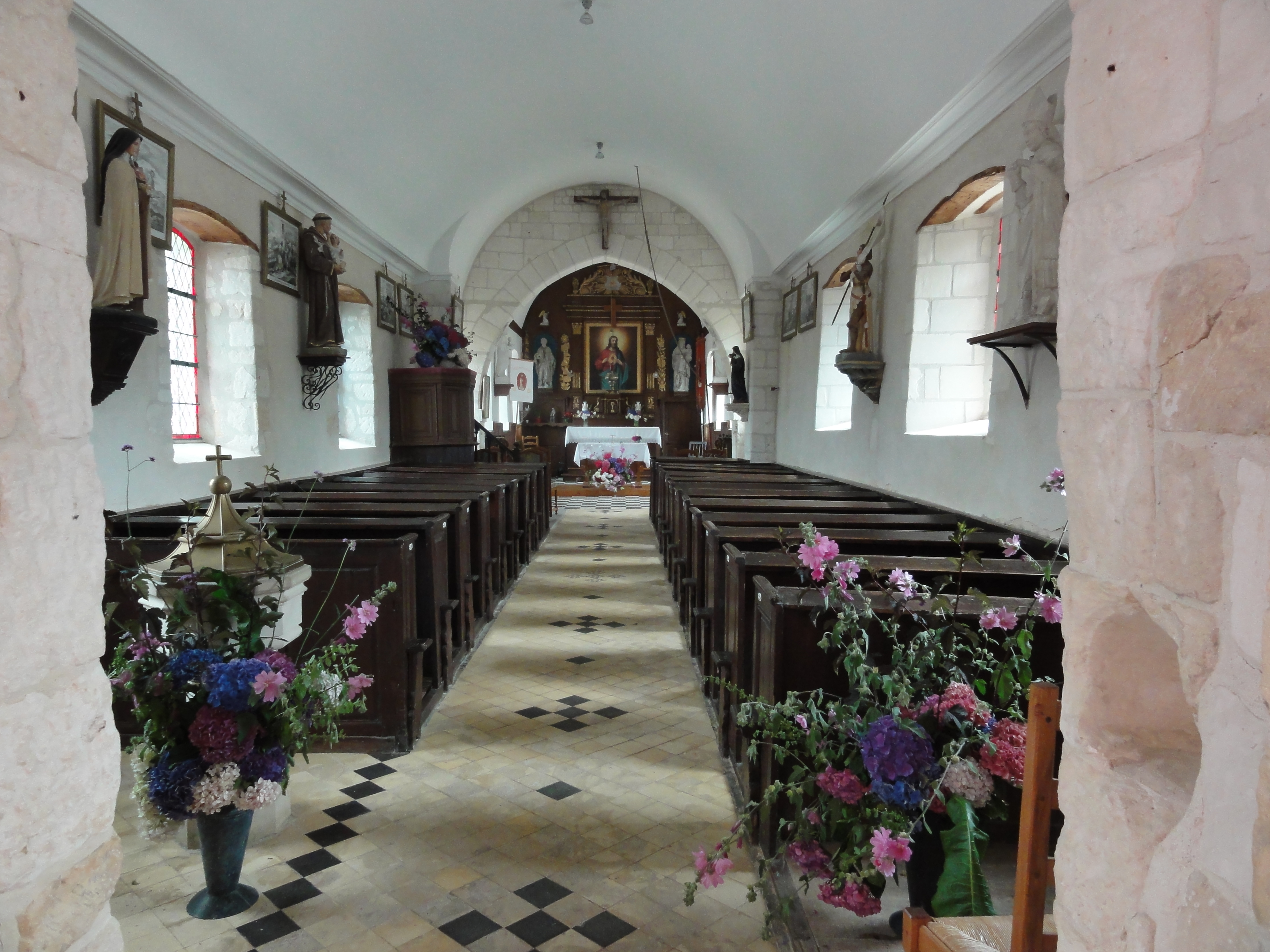
Église Saint-Jacques, intérieur.
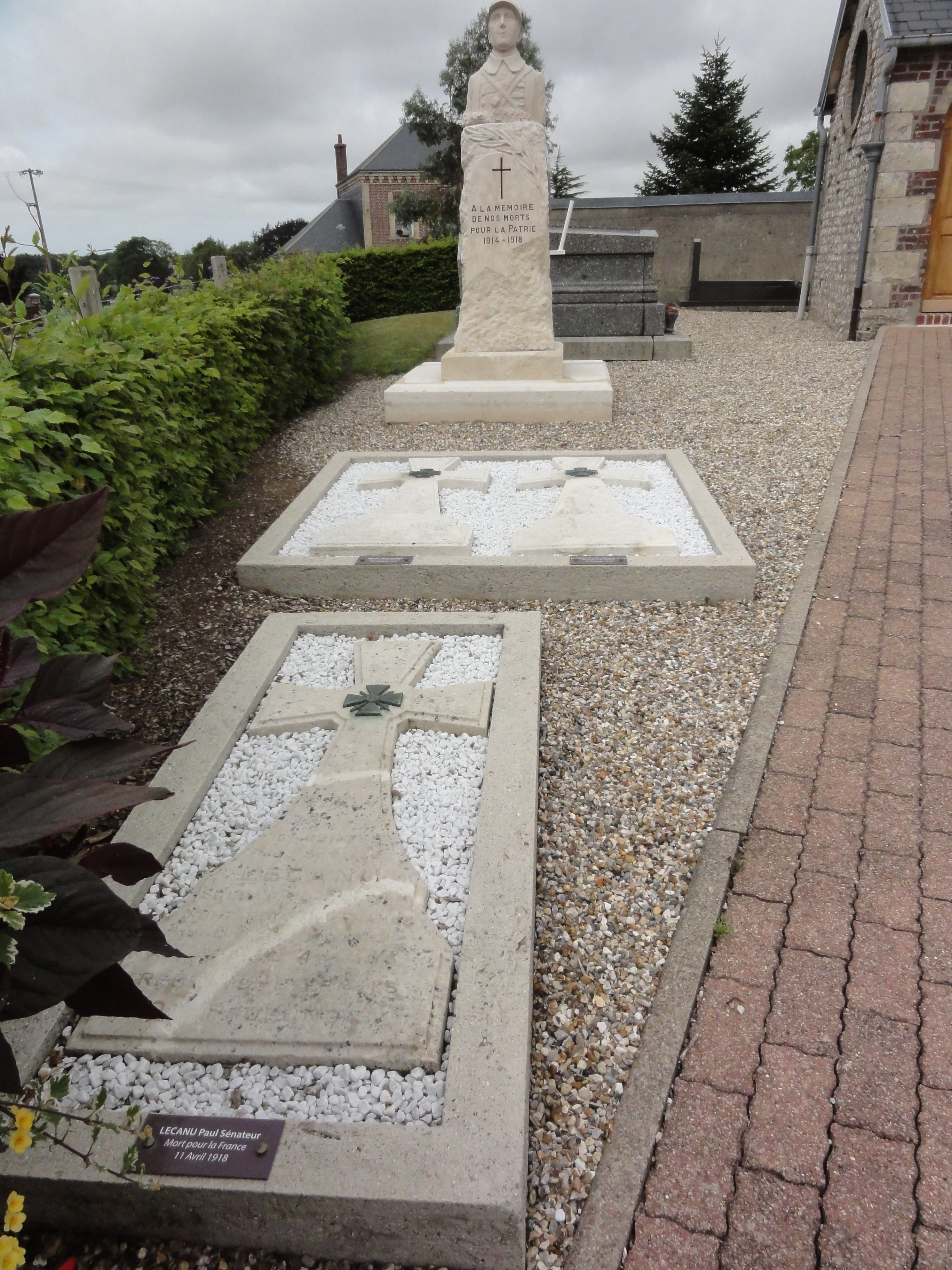
Le monument aux morts et des tombes militaires.

### Héraldique
| Blason de Villainville | Blason  | Divisé en chevron renversé et abaissé : au 1er de gueules à deux léopards d'or, armés et lampassés de sable, l'un au-dessus de l'autre, au 2e de sinople à trois coquilles d'argent ; au chevron renversé abaissé d'or brochant sur la partition. |
| Blason de Villainville | Détails | Les deux léopards d'or sur champ de gueules rappellent les armes de la Normandie. Création Jean-François Binon. |

## Pour approfondir